# Elissa Aalto

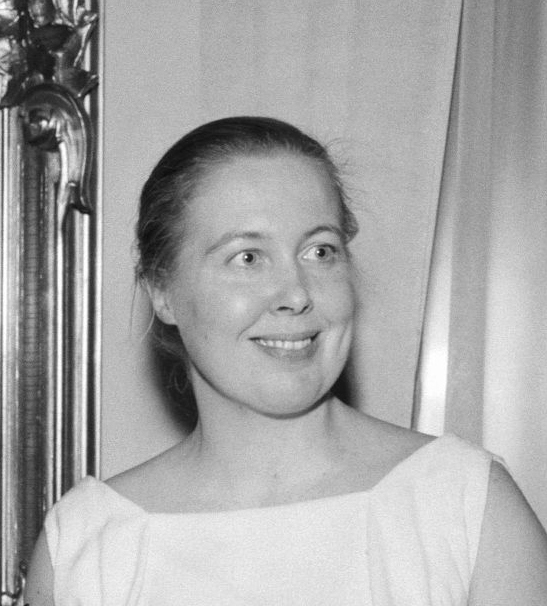
Elissa Aalto, 1959

Elissa Aalto (* 22. November 1922 als Elsa Kaisa Mäkiniemi in Kemi; † 12. April 1994 in Helsinki) war eine finnische Architektin und Designerin.

## Leben

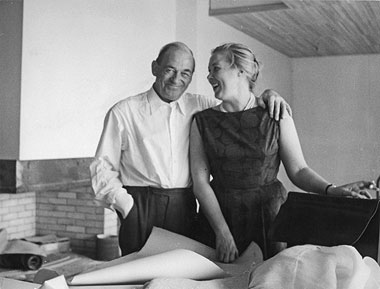
Alvar und Elissa Aalto (1950er Jahre)

Im Jahre 1941 begann Elissa Aalto das Architektur- und Designstudium an der Technischen Hochschule in Helsinki. Nach ihrem Diplomabschluss 1949 startete sie ihre berufliche Laufbahn im Architekturbüro von Alvar Aalto. 1952 heiratete sie den 24 Jahre älteren Aalto, dessen erste Frau Aino Anfang 1949 gestorben war. 
Nach Aaltos Tod im Jahr 1976 wurde sie Leiterin der Firma Alvar Aalto & Co. und führte gemeinsam mit dem Architekten Harald Deilmann die Projekte von Alvar Aalto, wie zum Beispiel den Plan zum Bau des Opernhauses in Essen, zu Ende. Elissa Aalto war auch Geschäftsführerin der Design-Möbelproduktion Artek.

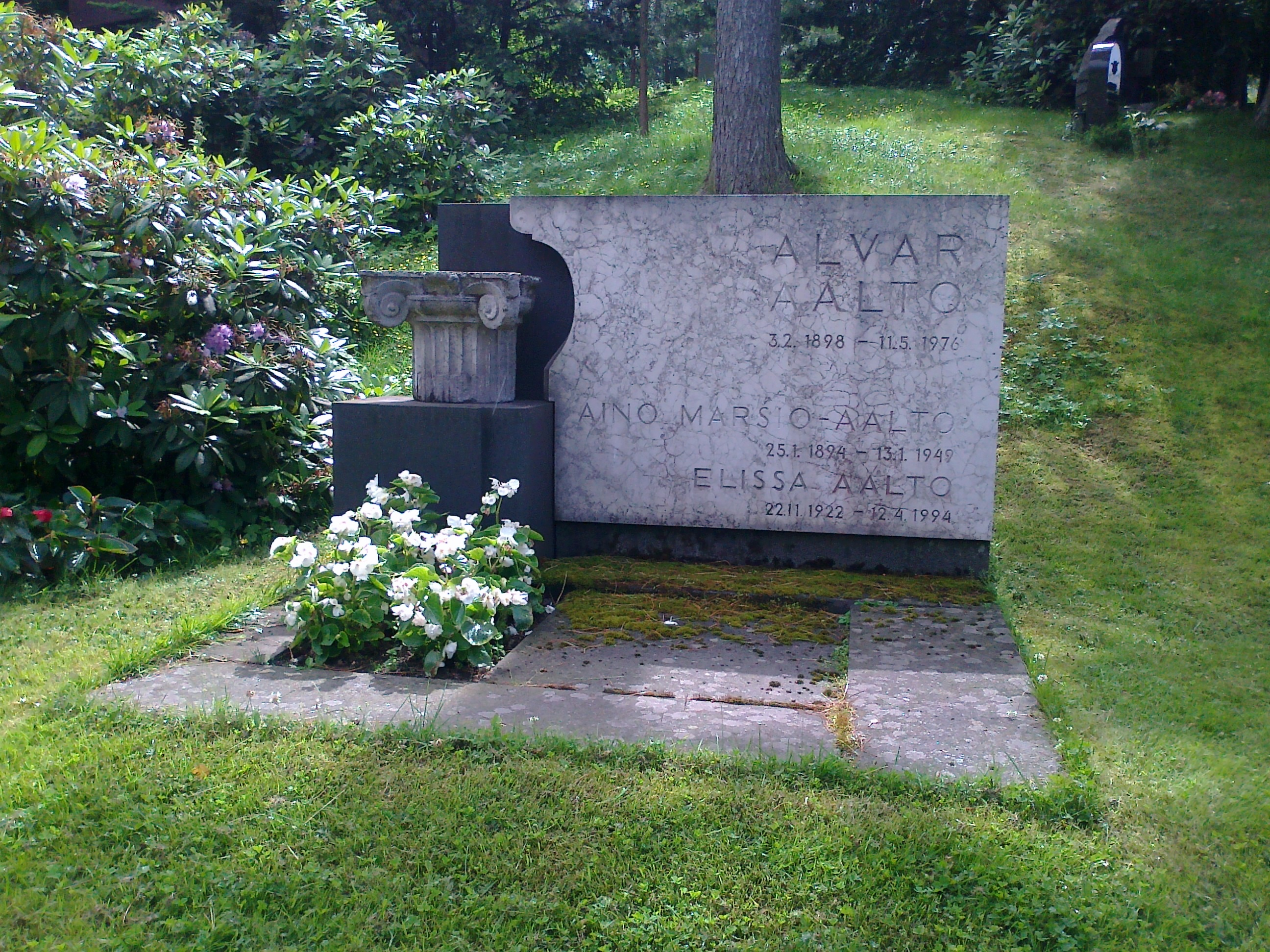
Grab von Alvar, Aino und Elissa Aalto, Friedhof Hietaniemi, Helsinki

Elissa Aalto starb 1994 und wurde im Grab von Alvar und Aino Aalto auf dem Friedhof Hietaniemi in Helsinki begraben.

## Bauwerke
- Rathaus Rovaniemi

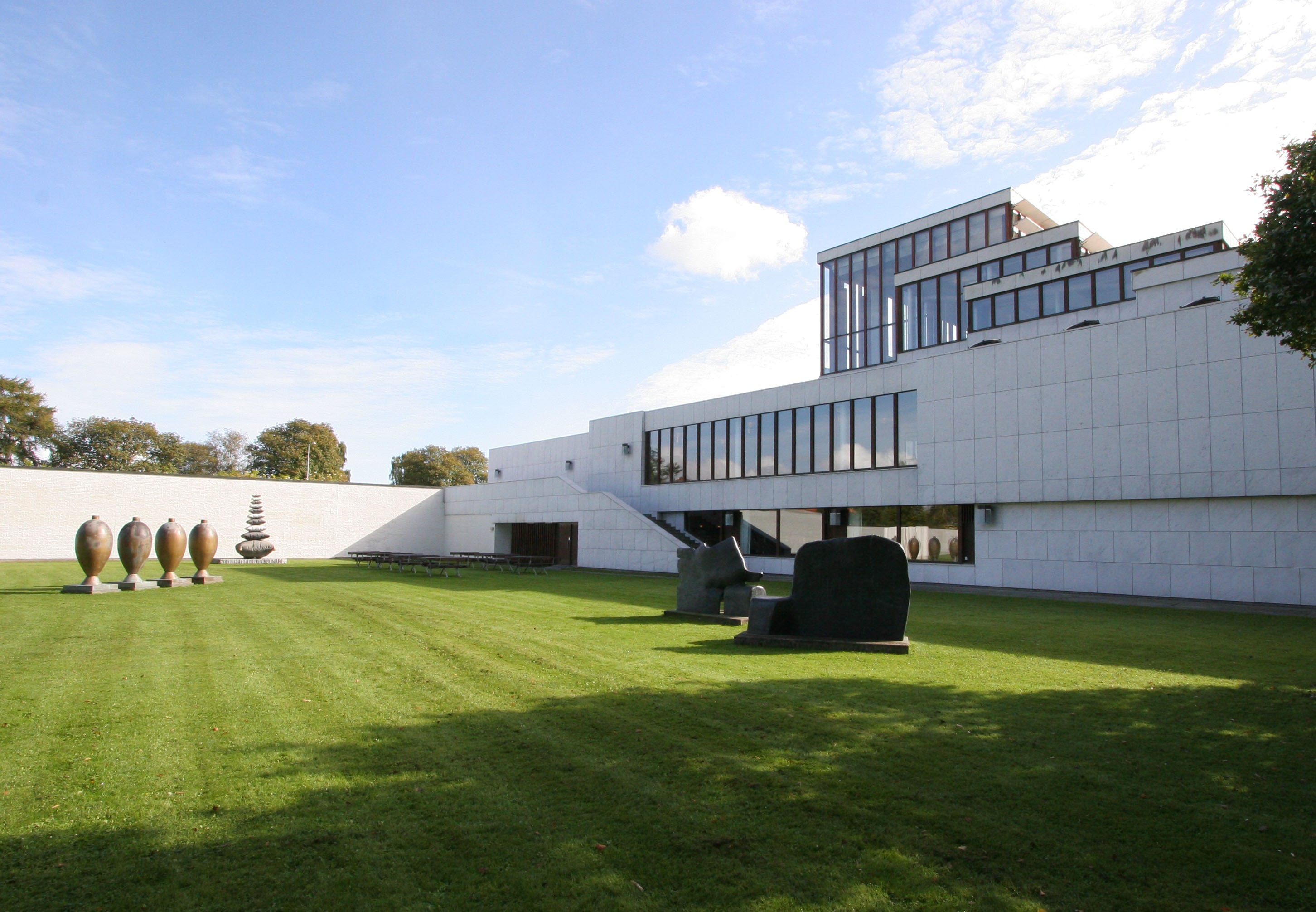
Kunstmuseum Aalborg

- Universitätshauptgebäude von Jyväskylä
- Säynätsalo Hall
- Kunstmuseum Aalborg
- Bibliothek Viipuri

## Auszeichnungen
- 1981 wurde Elissa Aalto zum Ehrenmitglied des American Institute of Architects ernannt.